# Metro van Dubai
De metro van Dubai (Arabisch: مترو دبي, Metrō Dubayy) is een metronetwerk in de stad Dubai. Het netwerk bestaat uit twee lijnen: de rode lijn en de groene lijn. De rode lijn werd ceremonieel geopend op 9 september 2009 en de groene lijn opende op 9 september 2011. In het centrum van de stad rond de Dubai Creek lopen de beide lijnen ondergronds, elders op verhoogde viaducten. Alle treinen zijn volledig geautomatiseerd en rijden zonder bestuurder. De treinen worden gevoed door middel van een dubbel derde railsysteem, dat zowel onder als boven de grond wordt aangebracht. De metro wordt door de Britse firma Serco geëxploiteerd die onder contract staat van de Dubai Roads & Transport Authority (RTA), dat het personeel levert en de zichtbare exploitant is. Plannen voor nieuwe metrolijnen zijn op de lange baan geschoven.

## Geschiedenis
Het eerste deel van de Rode Lijn, dat 10 stations beslaat, werd op 9 september 2009 om 21:09:09 uur plechtig ingehuldigd door Mohammed bin Rashid Al Maktoum, Heerser van Dubai, en de lijn ging de volgende ochtend open voor het publiek. Meer dan 110.000 mensen, bijna 10 procent van de toenmalige bevolking van Dubai, gebruikten de metro tijdens de eerste twee dagen dat het in bedrijf was.
De Dubai Metro was het eerste stedelijke treinnetwerk op het Arabische schiereiland en het tweede in de Arabische wereld (na de metro van Caïro). Tot 2016 was de Dubai Metro 's werelds langste zelfrijdende metronetwerk met toen een route van 75 kilometer (verdeeld over twee lijnen), zoals erkend door Guinness World Records in 2012. De totale routelengte is sindsdien echter overtroffen door de volledig geautomatiseerde Vancouver SkyTrain en de Metro van Singapore, waar twee van de lijnen volledig automatisch worden aangestuurd.

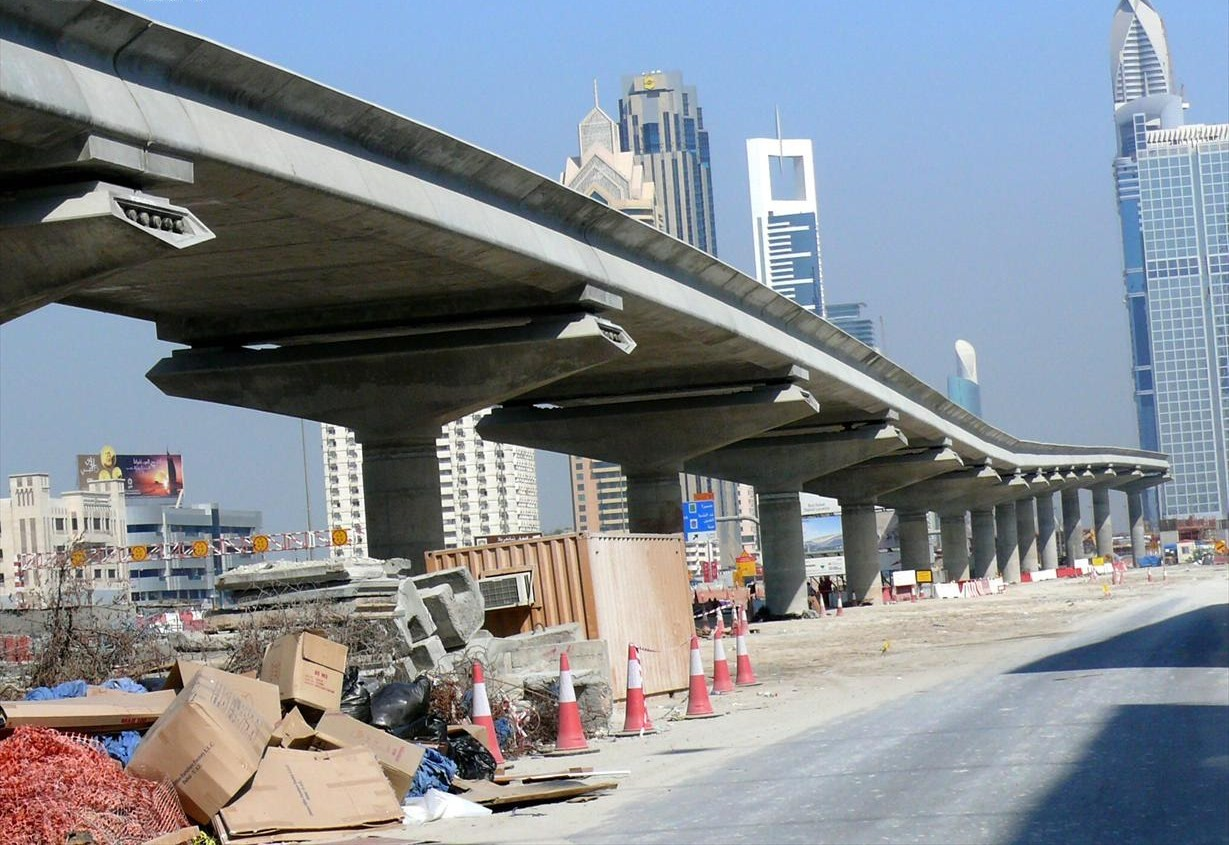
Metroviaduct in aanbouw langs Sheikh Zayed Road (2007)

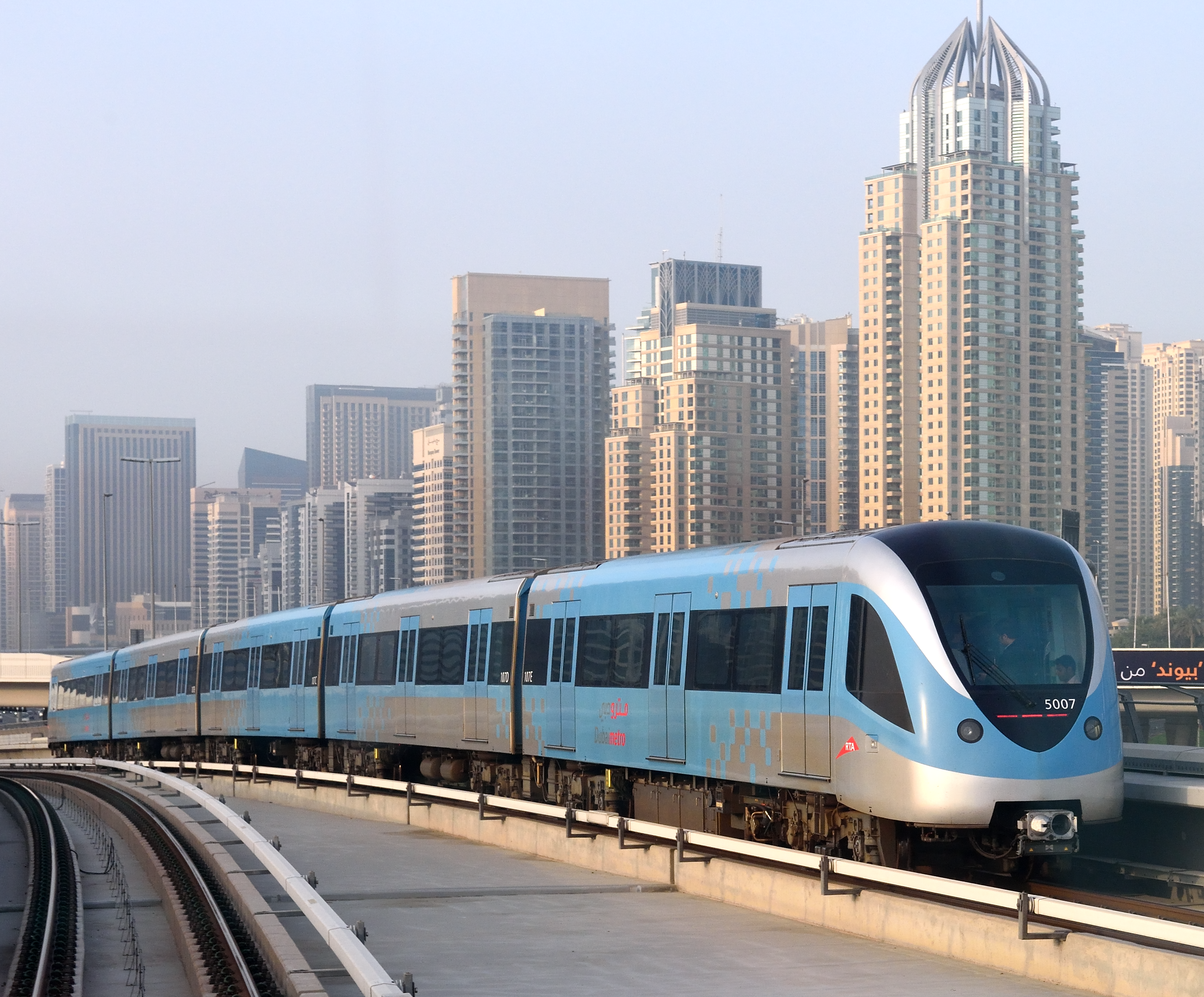
Een trein van de Dubai metro

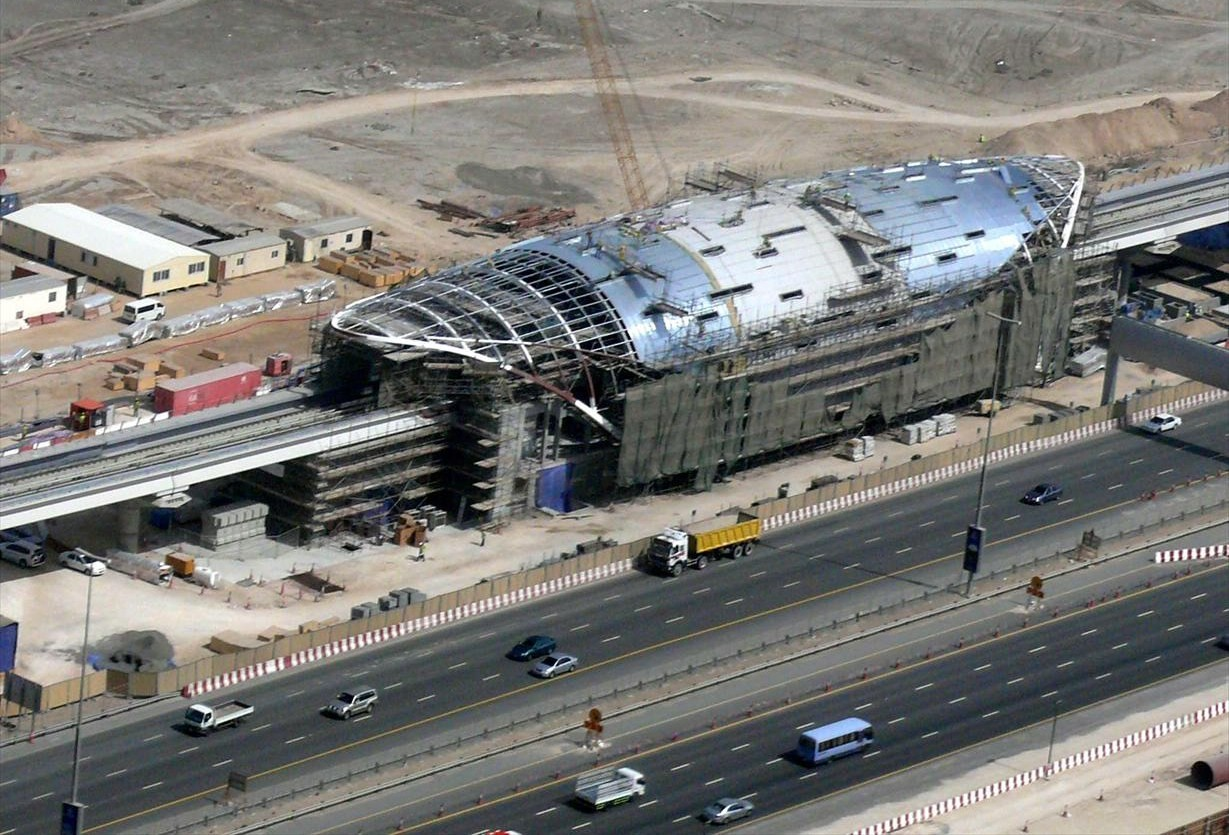
Metrostation bij Jebel Ali in aanbouw (2008)

### Tijdlijn
De ontwikkeling van het metronetwerk kwam op gang in 2005, toen de gemeente Dubai een contract ter waarde van Dh12,45 miljard sloot voor de bouw van de eerste fase van de metro. De bouw begon officieel op 21 maart 2006, maar het oorspronkelijke idee van het project dateert van 1997, toen Dubai een oplossing aan het plannen was om aan de toenemende verkeersbehoeften te voldoen.
- Juli 2005: Het ontwerp- en bouwcontract voor de metro van Dubai is gegund.
- 21 maart 2006: Zijne Hoogheid Sheikh Mohammed bin Rashid Al Maktoum, vice-president en premier van de VAE en heerser van Dubai, huldigt de bouwwerkzaamheden van de Dubai Metro in.
- 29 juli 2006: Het gieten van de eerste betonnen pijler van het Dubai Metro-viaduct langs de Sheikh Zayed Road.
- 10 januari 2007: Er wordt begonnen met het boren van de eerste tunnel van het metro-project: vanaf station Union in de richting van Dubai Creek om vervolgens onder het water door te gaan naar waar station BurJuman werd gebouwd.
- 7 maart 2008: De eerste 10 metro-rijtuigen arriveerden in de haven van Jebel Ali.
- 20 september 2008: Eerste testrit van Jebel Ali Station (nu UAE Exchange station genoemd) naar Ibn Battuta Station.
- 9 september 2009: Sheikh Mohammed opende de officiële exploitatie van de rode lijn van de Dubai metro.
- 13 oktober 2010: Sheikh Mohammed opende de officiële technische werking van de groene lijn van de Dubai metro.
- 9 september 2011: Sheikh Mohammed opende de officiële exploitatie van de groene lijn.
- September 2016: Werkzaamheden beginnen aan de route2020-lijn.

## Reizigersgroei en capaciteit
Meer dan 110.000 mensen, bijna 10 procent van de toenmalige bevolking van Dubai, gebruikten de metro tijdens de eerste twee dagen dat het in bedrijf was. De metro van Dubai vervoerde 10 miljoen passagiers vanaf de lancering op 9 september 2009 tot 9 februari 2010. In augustus 2017 bereikte het zijn grens van één miljard passagiers.
Hieronder een overzicht van de aantallen reizigers van de metro van Dubai per jaar:
|                          | 2009      | 2010       | 2011       | 2012        | 2013        | 2014        | 2015        | 2016        | 2017        | 2018        |
| ------------------------ | --------- | ---------- | ---------- | ----------- | ----------- | ----------- | ----------- | ----------- | ----------- | ----------- |
| Passagiers (rode lijn)   | 6,892,544 | 38,887,718 | 60,024,794 | 71,914,000  | 88,886,539  | 104,000,000 | 121,000,000 | 121,600,000 | 128,054,000 | 132,400,000 |
| Passagiers (groene lijn) |           |            | 8,982,256  | 37,576,000  | 48,872,719  | 65,942,000  | 69,708,000  | 69,700,000  | 72,021,000  | 72,000,000  |
| Passagiers (totaal)      | 6,892,544 | 38,887,718 | 69,007,050 | 109,490,000 | 137,759,258 | 186,942,000 | 190,708,000 | 191,300,000 | 200,075,000 | 204,000,000 |

Vanaf 2010, toen 51 treinen in dienst waren, had de rode lijn een piekcapaciteit van 11.675 passagiers per uur in elke richting. Vanaf september 2014 heeft de rode lijn 60 treinen. De theoretische maximale ontwerpcapaciteit is 25.720 passagiers per uur, waarvoor 106 treinen nodig zijn. De groene lijn had een initiële capaciteit van 6.395 passagiers per uur per richting, met 19 treinen in dienst vanaf september 2014. De ontwerpcapaciteit van deze route wordt geschat op 13.380 passagiers per uur met 60 treinen in dienst.

## Stations

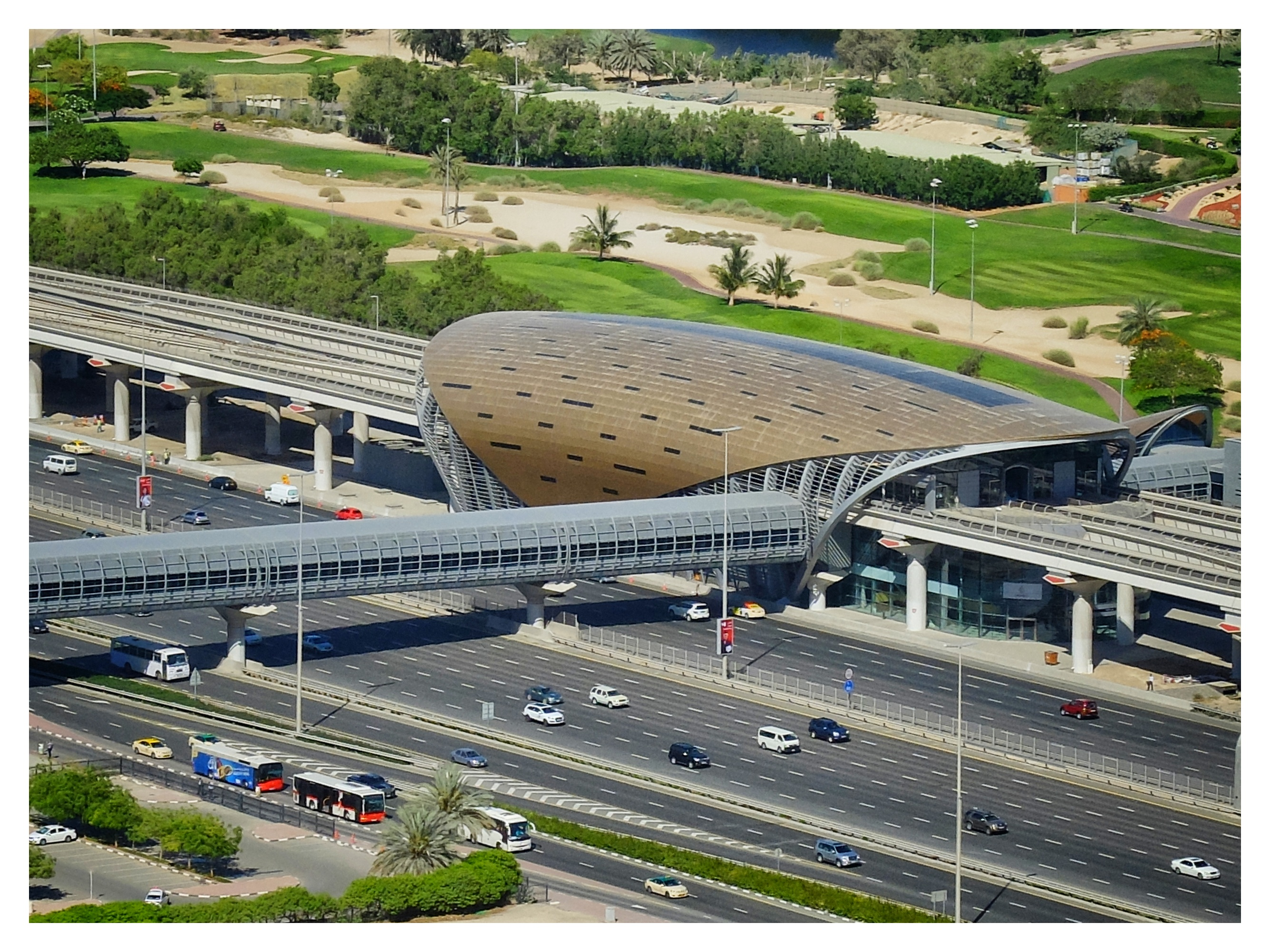
Metrostation in Dubai

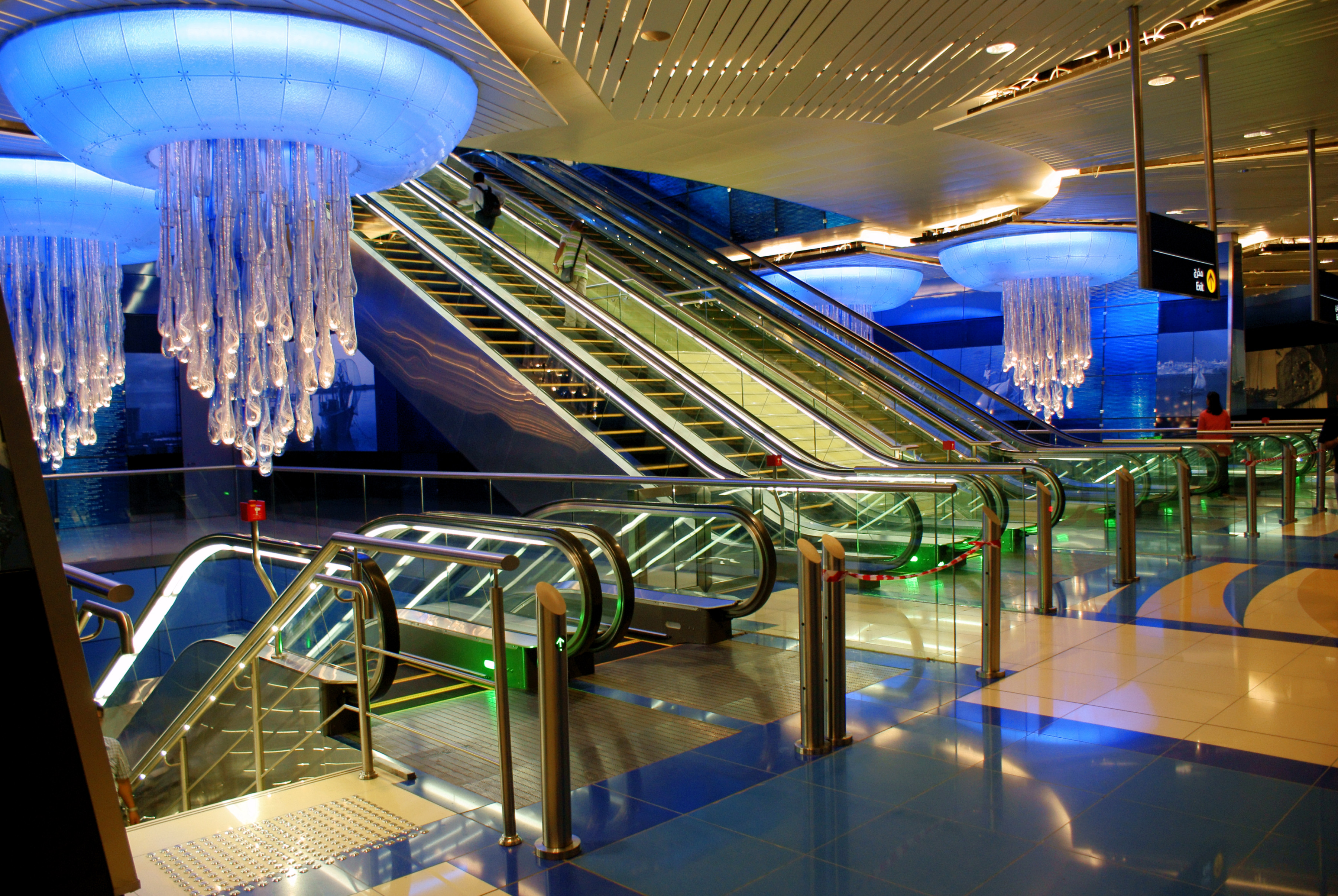
Interieur van BurJuman metrostation

Van de 47 stations van met metro-netwerk van Dubai zijn er 10 ondergronds. De andere stations zijn verhoogd aangelegd (aansluitend aan het viaduct waar het spoor op is aangelegd). Er zijn twee (ondergrondse) overstapstations (Union en BurJuman) waar reizigers over kunnen stappen tussen de rode en groene lijn.
De stations lijken qua uiterlijk en inrichting erg op elkaar. Er worden vijf thema's gebruikt in het interieur van de stations: 
- Erfgoed: symboliseert de cultuur en geschiedenis van de Verenigde Arabische Emiraten.
- Aarde: markeert het begin van de moderne en stedelijke ontwikkeling van Dubai, die vergelijkt wordt met de kracht en duurzaamheid van aarde en bodem.
- Lucht: symboliseert de opgetogenheid en vreugde die Dubai biedt aan bewoners en bezoekers.
- Vuur: symboliseert de energie, kracht en de sterke wil van de leiders van Dubai.
- Water: symboliseert de menselijke waarden die Dubai probeert te verankeren in zijn moderne ontwikkeling.

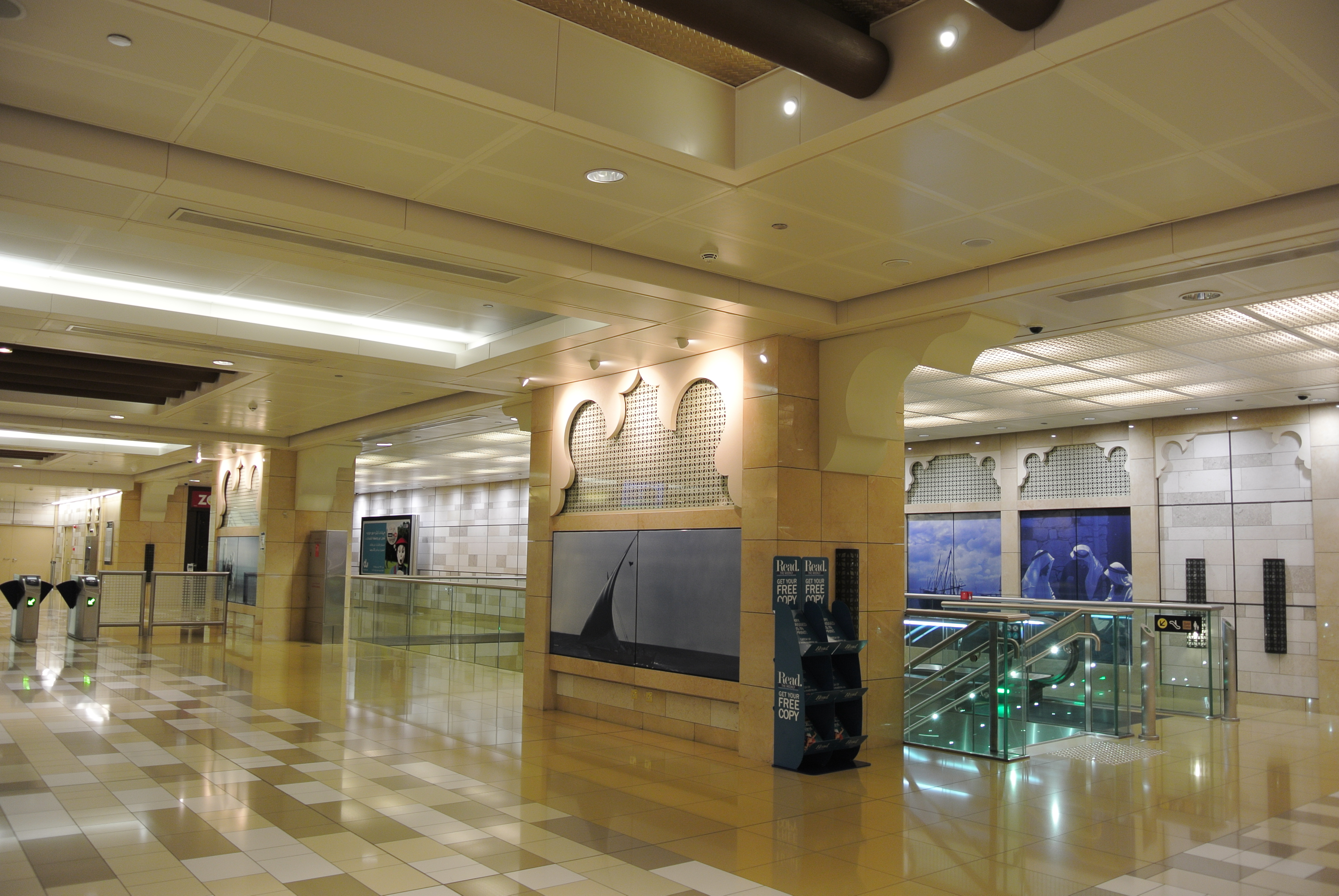
Arabische vormen in de architectuur van metrostation Al Ras

De aardstations hebben een bruine kleureffecten in bijvoorbeeld vloertegels, water heeft blauw-witte kleureffecten, vuur heeft oranjerode kleureffecten en de lucht heeft groene kleureffecten. De erfgoed stations hebben foto's van de VAE in de jaren zestig of eerder in het station die het oude Dubai vertegenwoordigen. Sommige stations zijn zelfs speciaal ontworpen met de architectuur van traditionele Emirati-huizen, die de architectuur in de omgeving weerspiegelen.

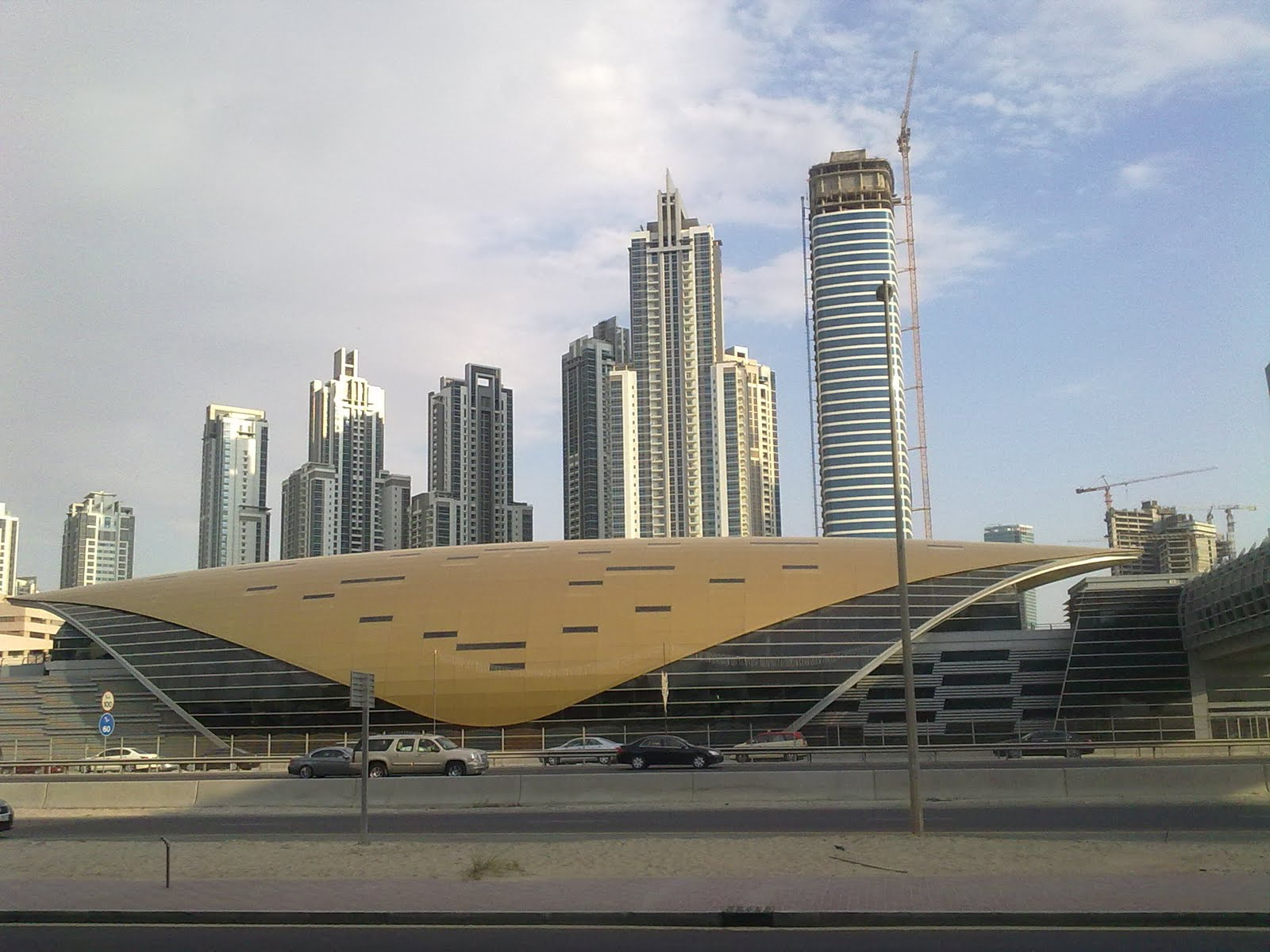
Metrostation Business Bay

De perrons zijn voorzien van een gesloten glazen wand met deuren die gelijk openen met de deuren van de metro zodat men niet op de baan kan vallen. Door het rijden zonder bestuurder zijn er geen zichtbare seinen aanwezig. Op elke trein rijdt een steward van de RTA mee die tevens de eerste klas reizigers controleert op een eerste klas kaartje en er op toeziet dat er geen mannen in het vrouwenrijtuig plaats nemen (behalve families). Zowel de treinen als de stations zijn volledig airconditioning wat gezien de temperatuur in Dubai geen overbodige luxe is. Alle metrostations hebben liften en geleidestroken om slechtzienden te begeleiden. Er zijn ook speciale ruimtes voor rolstoelgebruikers in alle treinen. Passagiers met een handicap kunnen gratis met elke RTA-dienst rijden met een speciale, gepersonaliseerde kaart.

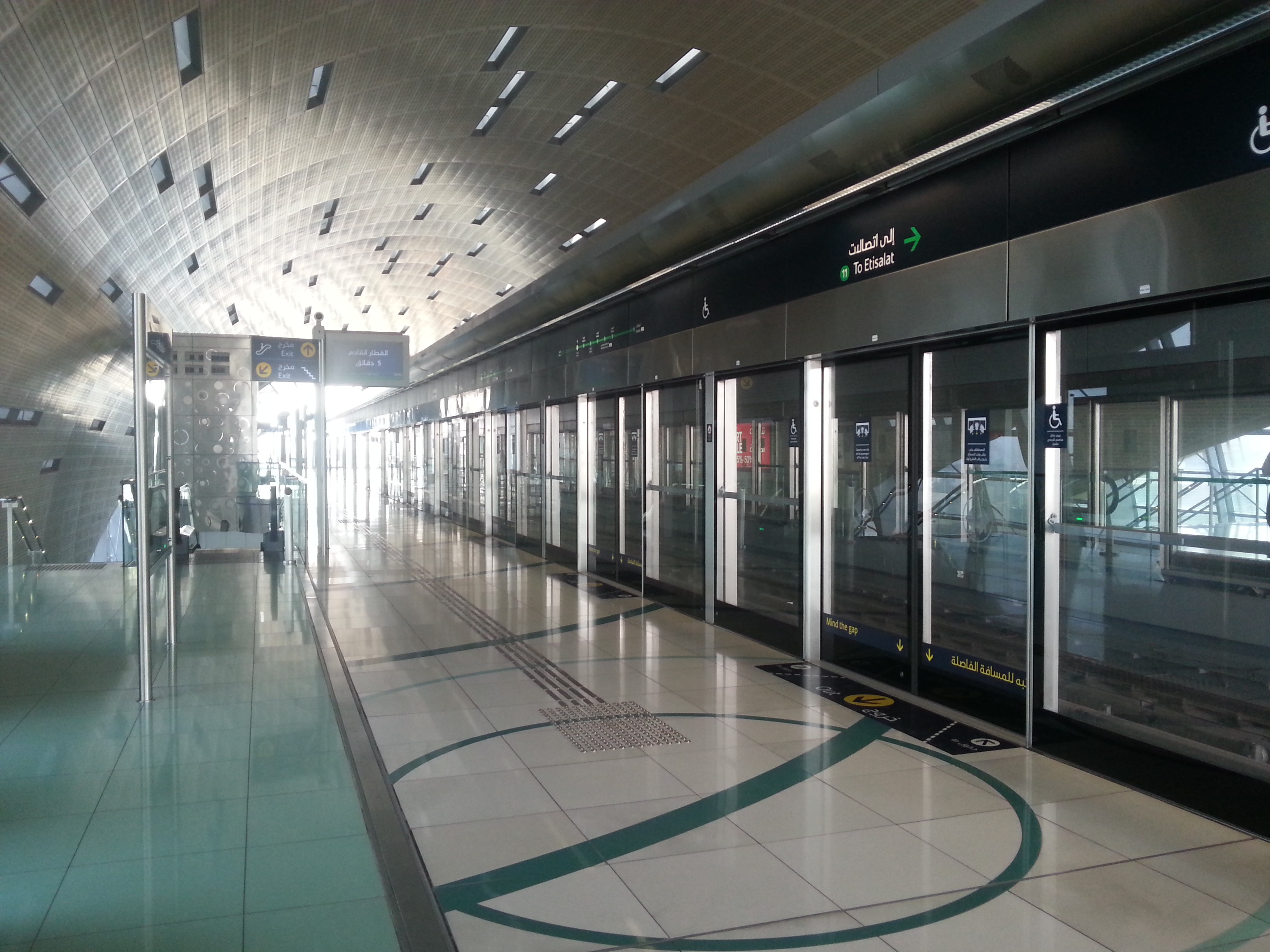
Perron van een metrostation in Dubai

Ambtenaren hebben met internationale en lokale bedrijven onderhandeld over naamgevingsrechten voor 23 stations op de twee lijnen: hierdoor dragen deze stations de naam van een bedrijf. Enkele voorbeelden zijn: BurJuman, Burj Khalifa / Dubai Mall, Mall of the Emirates, DAMAC Properties en UAE Exchange.

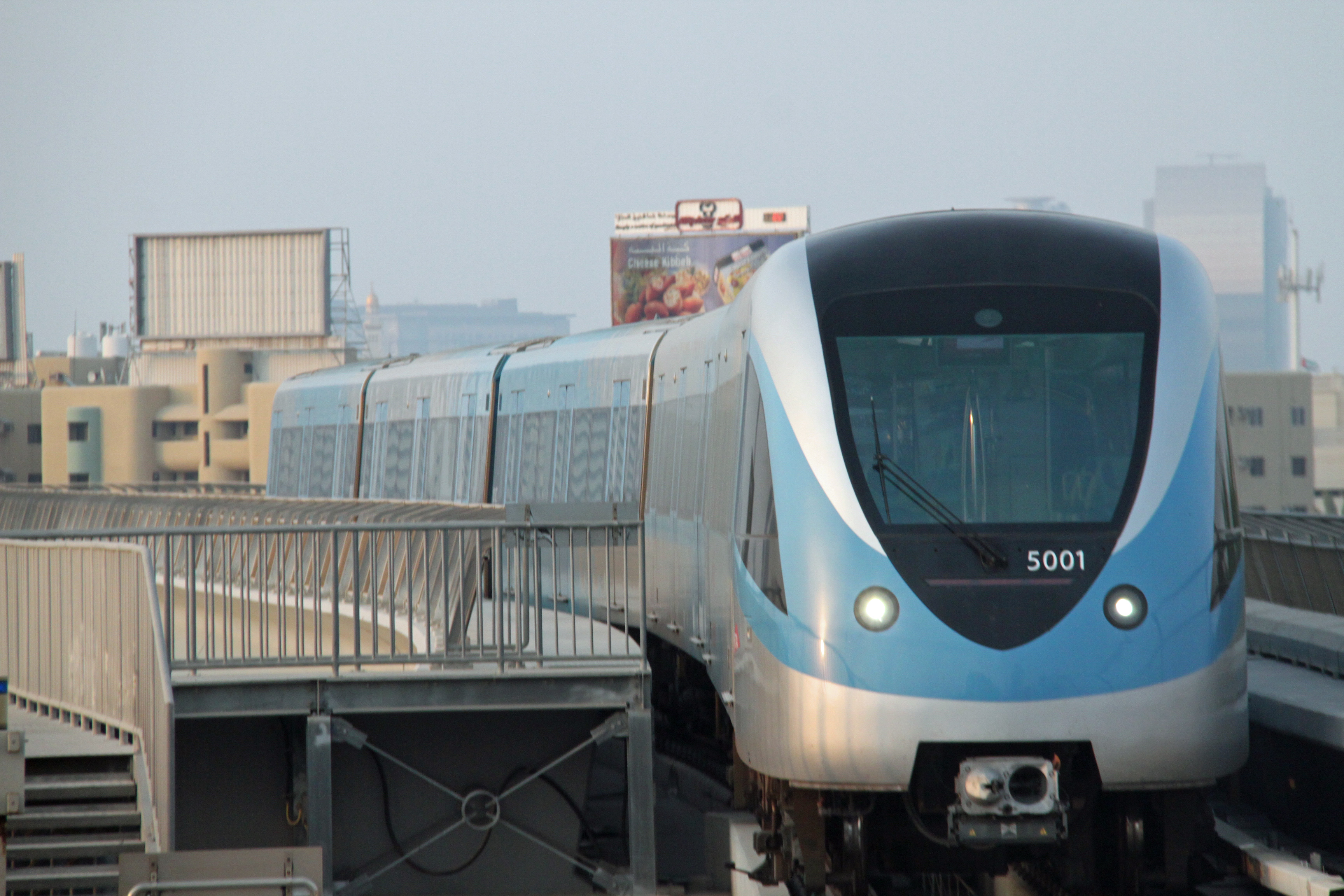
Trein 5001; de eerste metrotrein die aan Dubai werd geleverd

Vanaf 11 november 2014 is de tram van Dubai geïntegreerd met de metro van Dubai bij stations Damac Properties en DMCC-stations. Loopbruggen zorgen voor een directe verbinding tussen de tram- en metrostations.

## Materieel
De Japanse fabrikant Kinki Sharyo heeft in totaal 79 treinen met vijf rijtuigen gebouwd (60 op de rode lijn, 19 op de groene lijn) die volautomatisch rijden (dus zonder machinist). Ze zijn ontworpen om 643 zittende en staande passagiers te vervoeren. Van de vijf rijtuigen is er één rijtuig bestemd voor eerste klas reizigers (Goldclas) en een voor vrouwen, kinderen en families. De overige drie rijtuigen zijn bestemd voor mannen.  De stationsnamen worden in het Arabische en Engels omgeroepen en getoond op de displays.
De treinen lopen aan het eindpunt om en vertrekken vrijwel direct terug wat mogelijk is doordat er geen rekening met rustpauzes voor de bestuurder hoeft te worden gehouden en de treinen dus vrijwel continu rijden.

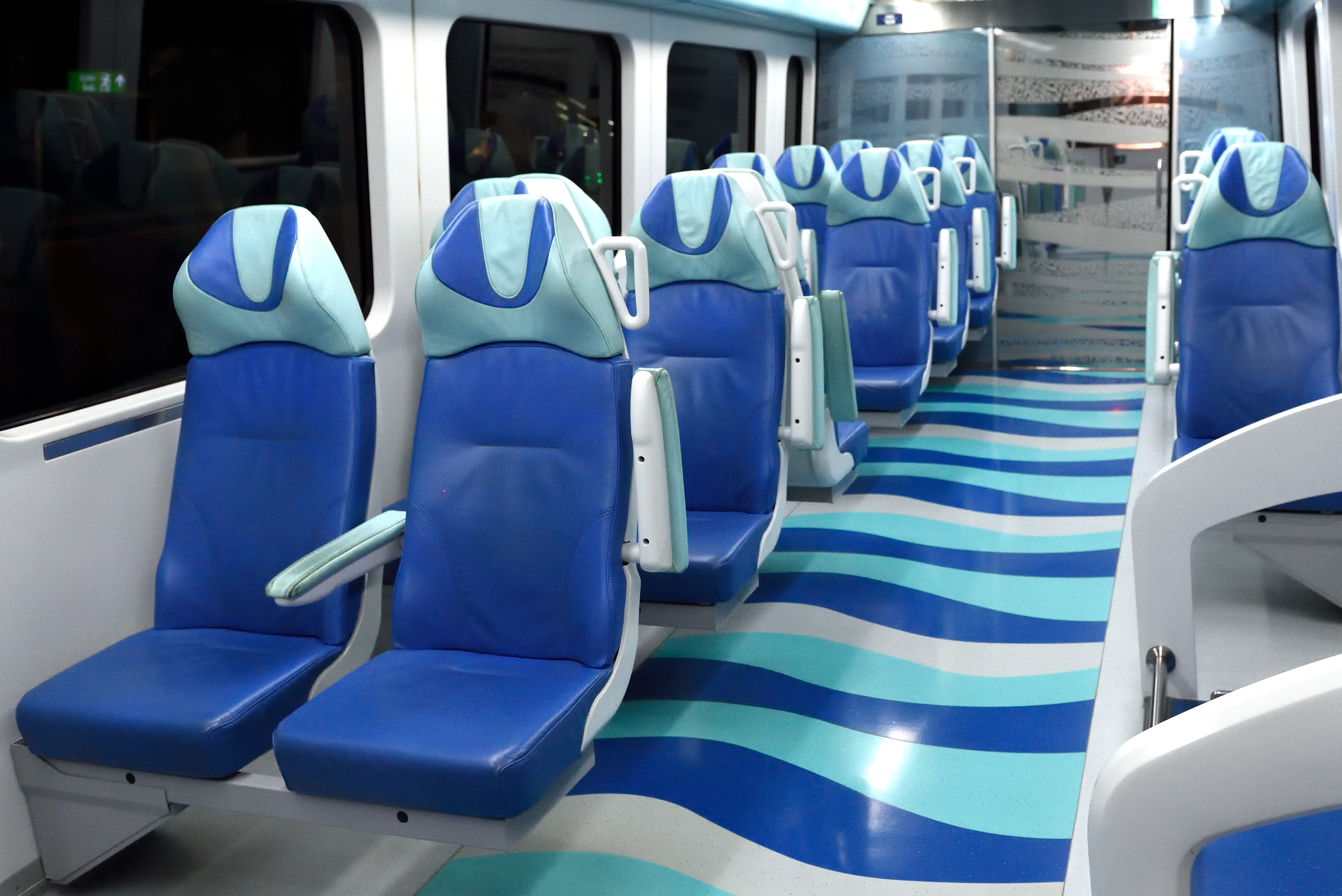
Gold Class in metrotrein Dubai

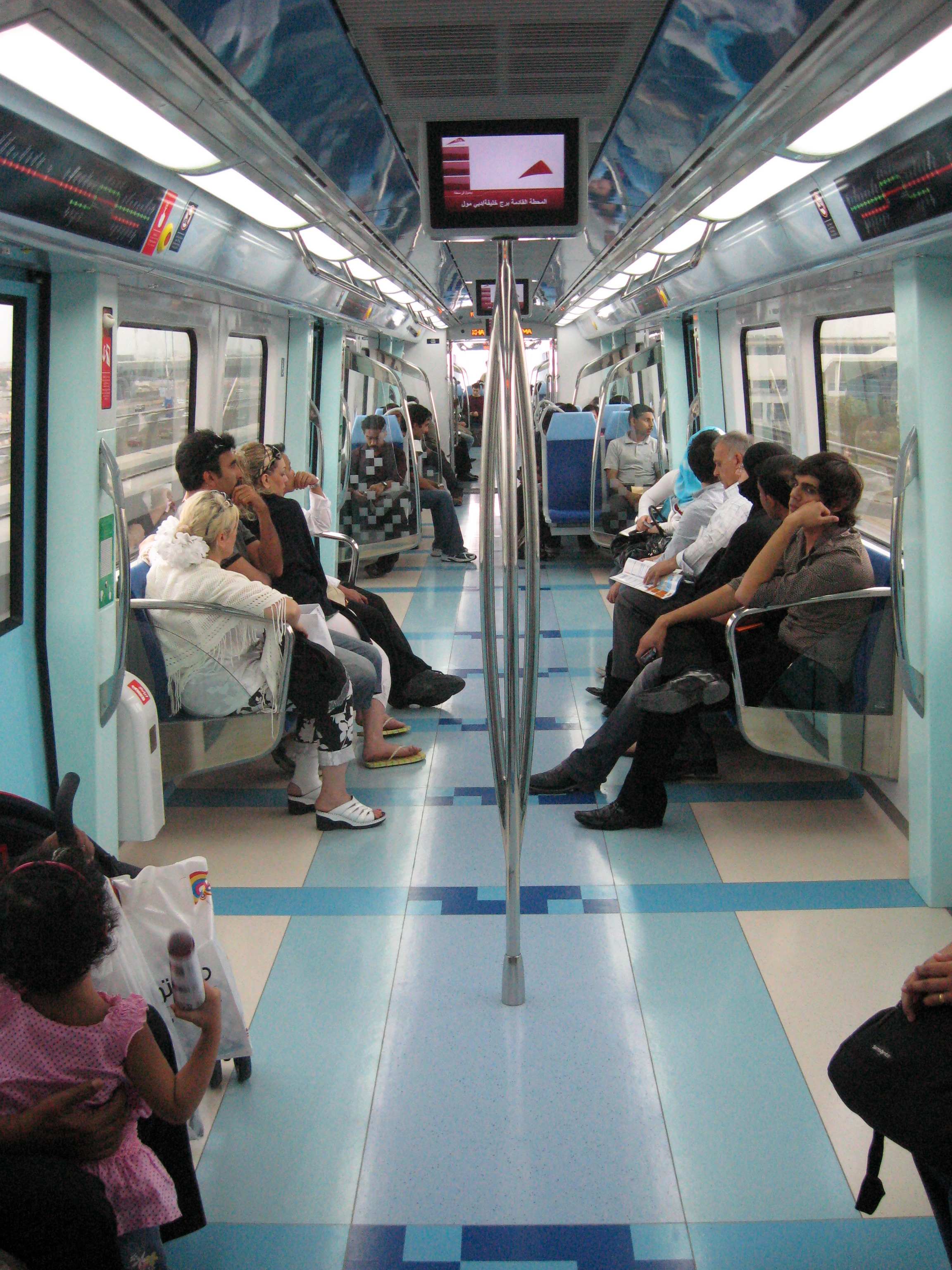
Interieur van een trein van de Dubai metro

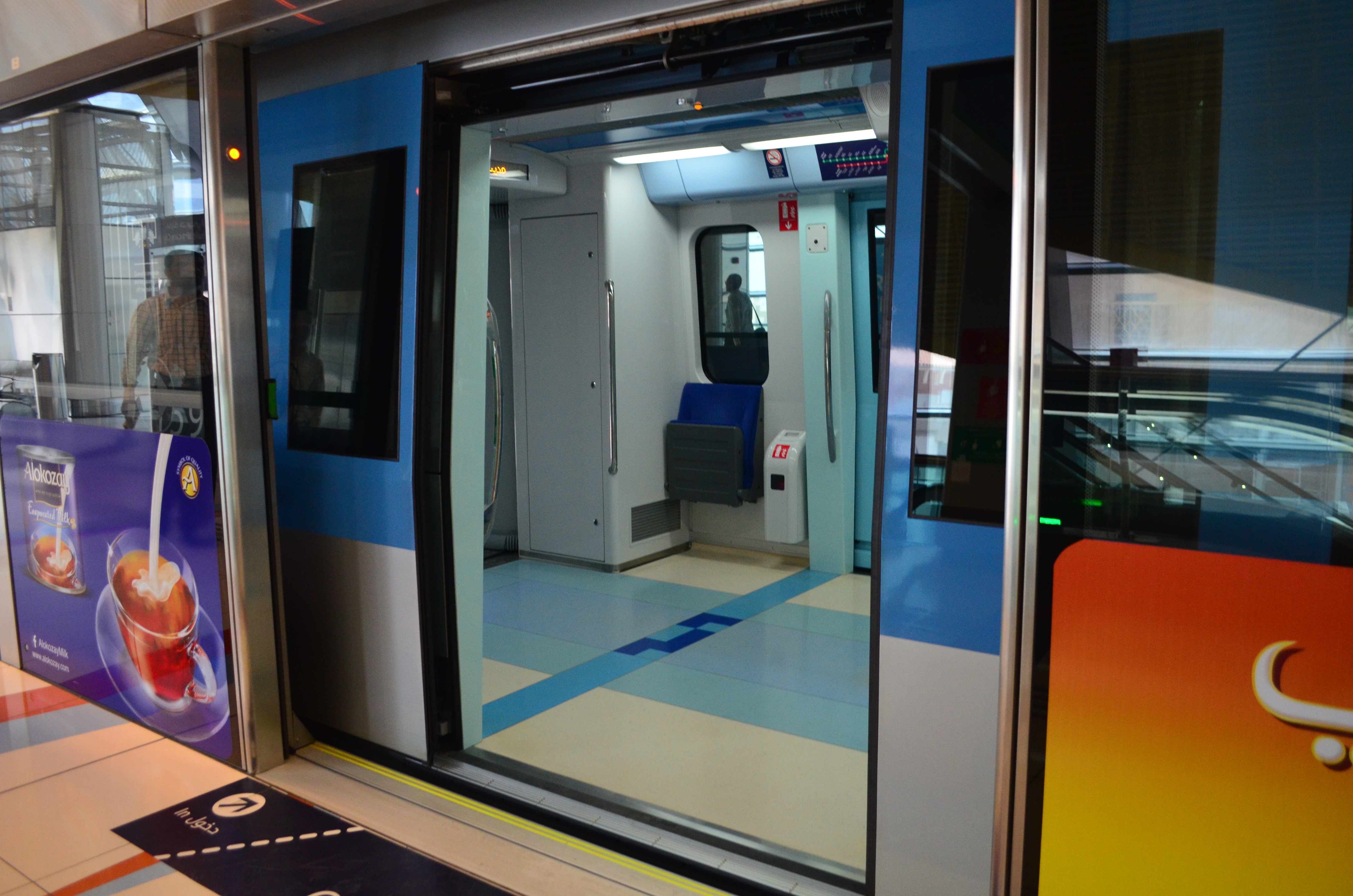
Metrotrein staat aan een perron in de Dubai metro

Er worden 50 nieuwe treinen vervaardigd door Alstom (type Metropolis), die ook de treinen voor de tram van Dubai heeft gebouwd. Ze zullen een uiterlijk hebben dat lijkt op de bestaande treinen, maar het interieur zal anders zijn. De treinen hebben een hogere capaciteit, waaronder 696 zitplaatsen, dan de huidige treinen. Dit zal de passagierscapaciteit met ongeveer 10% vergroten. De nieuwe treinen hebben een opgefrist interieur met betere airconditioning, digitale kaarten, verbeterde snelheid, remmen en deuren. De nieuwe treinen werden vanaf eind 2018 geleverd. Van deze 50 nieuwe treinen gaan er 35 worden ingezet op de huidige rode en groene lijnen om de capaciteit te vergroten, terwijl de resterende 15 op de nieuw te openen Route 2020 gaan rijden, die in 2020 moet openen.

## Metrolijnen

### Rode lijn
De rode lijn heeft een lengte van 52 kilometer en strekt zich uit langs vrijwel de gehele lengte van Dubai: van het Jebel Ali-gebied tot de grens met Sharjah. Het passeert verschillende toeristische attracties, zoals Mall of the Emirates, Dubai Mall, Burj Khalifa en Dubai Marina. Het heeft in totaal 29 stations. Het eerste trajectdeel van deze lijn is op 10 september 2009 geopend voor het publiek. Najaar 2011 waren 27 van de stations geopend. Hotels Danube en Energy werden als laatste geopend. Deze stations lagen eerst in vrijwel onbewoond en onbebouwd gebied waardoor de metro in eerste instantie hier doorreed zonder te stoppen.

### Route2020
Route2020 wordt gezien als een uitbreiding van de rode lijn. Maar eigenlijk is het een op zichzelf staande metrolijn: op het Nakheel Harbor en Tower-station kunnen reizigers vanaf de 'oude' rode lijn overstappen op de treinen van route2020. De lijn is 15 kilometer lang en zal 7 stations (waaronder 2 ondergrondse) krijgen. De lijn moet in 2020 geopend worden en is voornamelijk aangelegd om de Expo 2020-locatie bereikbaar te maken. Er zijn ook plannen om deze lijn in de toekomst uit te breiden naar Al Maktoum International Airport.

### Groene lijn
De groene lijn is 22,5 kilometer lang en heeft 20 stations, waarvan 8 ondergronds. Op 9 september 2011 werd de lijn, met toen nog 16 stations, geopend door de sjeik van Dubai. De lijn loopt van Etisalat via een lus door het centrum naar Health Care City en door naar het eindstation Creek. De groene lijn daarentegen blijft grotendeels binnen het oude Dubai-gebied: de stadsdelen Bur Dubai en Deira. Het passeert vele historische bezienswaardigheden, zoals het Al Fahidi Fort (Dubai Museum), de Gold Souk en de Spice Souk. Een aantal stations in de buurt van die plaatsen hebben qua inrichting een thema over de geschiedenis van Dubai, met foto's van de VAE in de jaren zestig of eerder in het station. Sommige stations zijn zelfs speciaal ontworpen met de architectuur van traditionele Emirati-huizen, die de architectuur in de omgeving weerspiegelen.

## Uitbreidingen
In 2013 heeft de RTA een plan opgesteld om de bestaande lijnen uit te breiden en nieuwe te bouwen. Slechts bij een van die uitbreidingsplannen, Route2020, is tot op eind april 2020 daadwerkelijk gestart met de bouw.

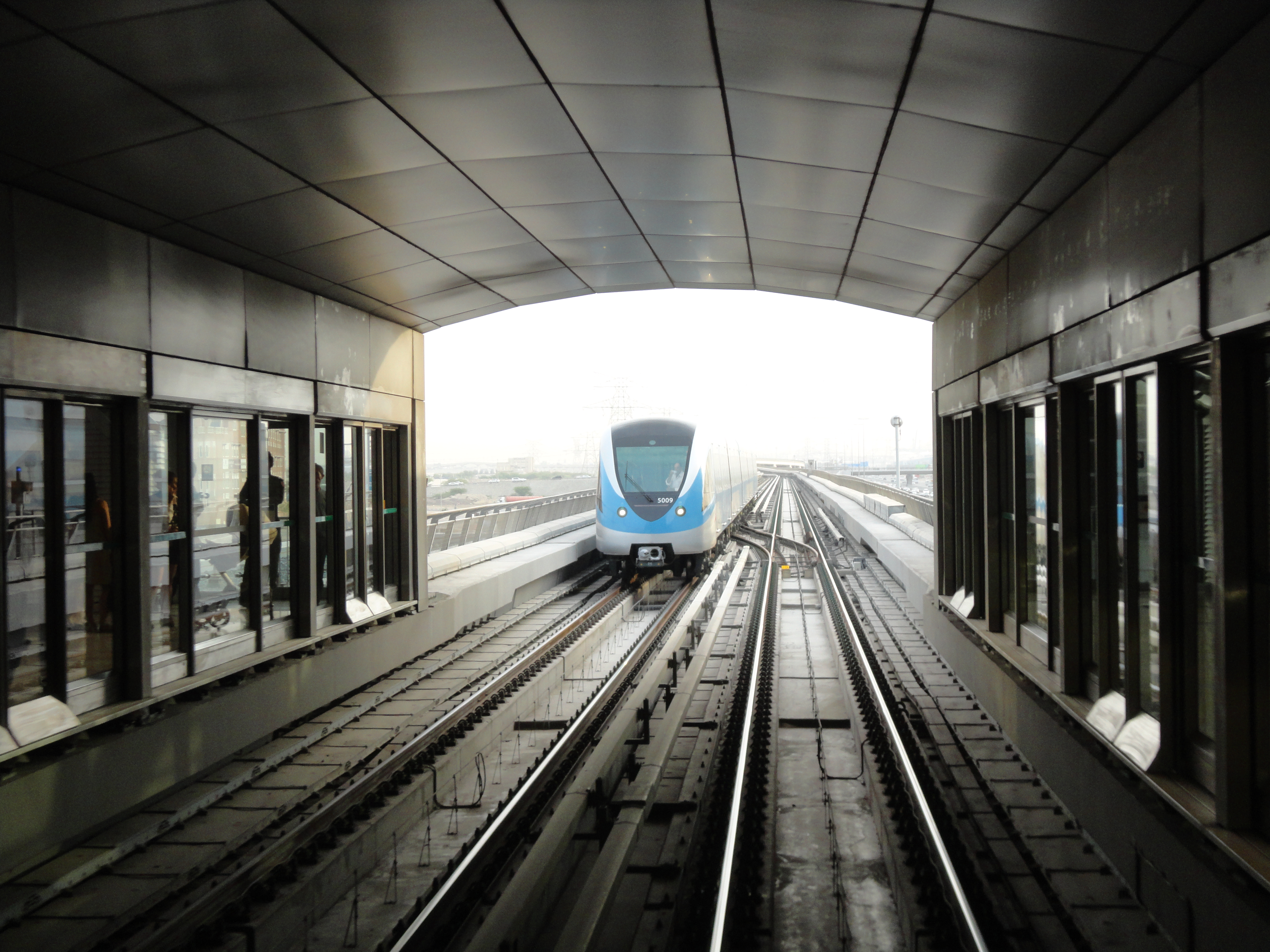
Een trein arriveert bij een metrostation in Dubai

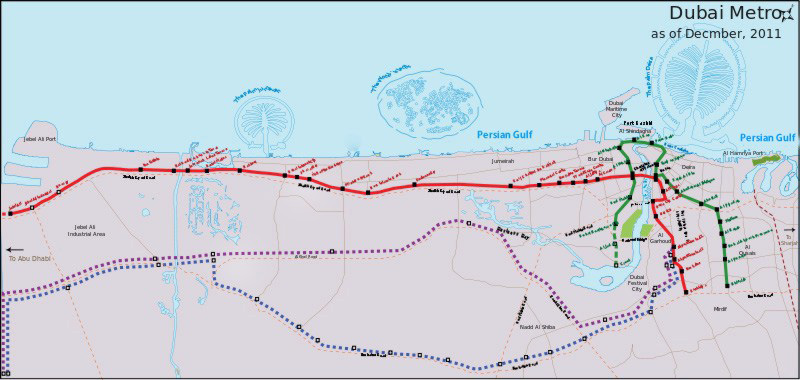
Lijnenkaart van de metro van Dubai, met daarin de voorgestelde nieuwe paarse en blauwe lijnen al ingetekend

In 2014 keurde de RTA het voorstel goed om de rode lijn van het Al Rashidiya-station met 3,5 kilometer naar het stadscentrum van Mirdif te verlengen. Er is echter ook een voorstel om het verder uit te breiden tot Al Warqa'a, dat momenteel wordt bestudeerd. Aan de andere kant van de rode lijn, zou die 15,5 km doorgestrokken worden en zes nieuwe stations krijgen, eindigend op de grens met Abu Dhabi. Voor deze uitbreiding zijn echter nog geen concrete plannen goedgekeurd. Verder staat een verdubbeling van de lengte van de groene lijn in de plannen. Op de 20,6 km verlenging van deze lijn (waarvan 8,6 km ondergronds) zouden 11 of 12 nieuwe stations worden gebouwd waaronder Dubai Festival City, Ras Al Khor, Dubai International City, Silicon Oasis en Dubai Academic City.

### Voorgestelde nieuwe lijnen
Er zijn vier extra metrolijnen voorgesteld om te worden toegevoegd aan het metronetwerk van Dubai: een paarse lijn, blauwe lijn, gouden lijn en roze lijn.
De paarse lijn bevindt zich in de studiefase en dient 49 kilometer lang te worden. De lijn loopt tussen Dubai International Airport en Al Maktoum International Airport, langs Al Khail Road. Er komen ongeveer acht stations. De eerste voorstellen voor de paarse lijn werden al in 2007 gedaan. Parallel aan de paarse lijn zou de blauwe lijn lopen, die eveneens de twee luchthavens van Dubai met elkaar moet verbinden. Een deel van de route loopt echter oostelijker dan de paarse lijn: dieper door Dubailand. De lijn zou 47 kilometer lang moeten worden. Het aantal stations is nog onbekend.
De Gouden en Roze Lijn vormen routes van west naar oost, van de blauwe Lijn tot de rode Lijn, die de twee lijnen op verschillende locaties met elkaar verbinden. Terwijl de roze lijn vanuit Al Sufouh, aansluitend op de tram van Dubai, naar het oosten loopt, zal de gouden lijn vanuit de Dubai Marina via Dubailand en de Arabian Ranches doorlopen naar het noorden naar Deira.
In de plannen zoals gepubliceerd in 2013, zouden de paarse en gouden lijn tegen 2025 voltooid moeten zijn, terwijl de blauwe en roze lijn naar verwachting tegen 2030 gerealiseerd moesten zijn. Echter tot op heden zijn de plannen niet geconcretiseerd, laat staan goedgekeurd. De kans dat de nieuwe lijnen rond de geplande jaren operationeel zullen zijn lijkt dan ook heel klein.

## Tarieven
Het RTA maakt gebruik van tourniquets en heeft een kaartsysteem vrijwel gelijk aan de Nederlandse OV-chipkaart met in en uit checken. De kaart heet Nol en kent per categorie reizigers een kleur bijvoorbeeld de Red Nol voor toeristen die ook als dagkaart wordt verkocht en ook geldig is op de bus en waterbus.

## Dienstuitvoering
De treinen rijden zaterdag tot en met donderdag van circa 6.00 uur tot 24.00 uur elke 8 minuten. Alleen op de rode lijn wordt de dienst in de ochtendspits versterkt tot een 6 minuten dienst en in de middagspits tot een 4 minutendienst op het drukste traject. Op donderdagavond rijden er op de groene lijn nog enkele extra late ritten. Op vrijdagochtend (islamitische rustdag) wordt echter niet gereden en wordt men verwezen naar de bus die dan meestal slechts om de 30 minuten rijdt omdat het vervoer dan gering is. De eerste treinen vertrekken op vrijdag rond 10.00 uur en rijden dan om de 8 minuten tot 24.00 uur. Tot eind 2015 reed de metro op vrijdag pas vanaf 13.00 uur.